# Pyhra (Gemeinde Waidhofen)
Pyhra ist eine Ortschaft und eine Katastralgemeinde der Stadtgemeinde Waidhofen an der Thaya im Bezirk Waidhofen an der Thaya im niederösterreichischen Waldviertel mit 48 Einwohnern (Stand 1. Jänner 2024).

## Geografie
Das nordöstlich der Stadt Waidhofen gelegene Dorf befindet sich in einer leicht nach Südwesten exponierten Lage und entwässert über den Hollenbach und den Kaltenbach in die Thaya. Durch den führt die Landesstraße L59. Am 1. April 2020 umfasste die Ortschaft 23 Adressen.

## Geschichte
Die gut bestifteten Landbauern, acht Halblehner, pflanzten auf ihren schlechten Böden Korn, Hafer und Erdäpfel im Rahmen der Dreifelderwirtschaft und betrieben ein wenig Viehzucht, beschrieb Schweickhardt im 19. Jahrhundert die Ortsbewohner.
Im Jahr 1822 wurde der Ort als Dorf mit drölf Häusern genannt, das nach Traunstein eingepfarrt war, wohin auch die Kinder eingeschult wurden. Die Herrschaft Pfarre Raabs besaß die Ortsobrigkeit, besorgte die Konskription und hatte die Grundherrschaft inne. Die Landgerichtsbarkeit wurde von der Herrschaft Karlstein ausgeübt. Laut Adressbuch von Österreich waren im Jahr 1938 in Pyhra ein Viktualienhändler und mehrere Landwirte mit Direktvertrieb ansässig.